# Túpolev ANT-7
El Túpolev ANT-7, conocido en la VVS como Túpolev R-6 (Razvedchik, reconocimiento), fue un avión de reconocimiento y caza de escolta de la Unión Soviética. El R-6 tiene sus raíces en 1928, cuando la Fuerza Aérea Soviética necesitaba un avión multitarea de largo alcance. Los requerimientos fueron que pudiera ser usado como transporte de largo alcance, patrullaje defensivo, reconocimiento, bombardeo ligero y torpedeo.

## Diseño y desarrollo
Dirigido por Iván Pogosski y guiado por Andréi Túpolev, el TsAGI desarrolló el ANT-7 desde el Túpolev TB-1, subescalándolo alrededor de un tercio. La potencia del ANT-7 debía ser proporcionada por dos motores Hispano Suiza de 388-455 kW (520-610 hp) o Bristol Jupiter de 313 kW (420 hp), pero el prototipo acabó propulsado por dos BMW VI de 373-529 kW (500-709 hp).
El primer vuelo del ANT-7 tuvo lugar el 11 de septiembre de 1929, pilotado por Mijaíl Grómov. Las pruebas de vuelo comenzaron en marzo de 1930, después de que el TsAGI decidiera posponerlas hasta después del invierno. Ese verano, el NII-VVS (Nauchno-Issledovatel'skiy Institut Voyenno-Vozdooshnykh Seel, Instituto de Pruebas Científicas de la Fuerza Aérea) realizó pruebas estatales que revelaron oscilaciones de la cola, aliviadas con la instalación de elevadores agrandados. En el siguiente vuelo se produjeron daños de radiador y un fallo de motor, pero, a pesar de ello, el ANT-7 pasó las pruebas estatales de aceptación.

## Historia operacional
Los aviones de producción fueron designados R-6 por la Fuerza Aérea Soviética. El primer avión de producción salió de la línea de producción de la GAZ-22 (Gosudarstvenny Aviatsionnyy Zavod-22, Planta/fábrica Estatal de Aviación) en noviembre de 1931, un año después de que comenzara la producción. Se produjeron otros 410 aviones en los siguientes tres años: 385 en la GAZ-22 en Moscú (uno de ellos fue el R-6 Limuzin), cinco en la GAZ-31 en Taganrog (hidroaviones designados KR-6P) y 20 más en la GAZ-12 en Komsomolsk del Amur.
La tripulación estándar del avión consistía en un piloto, un artillero y un observador, y el aparato era capaz de llevar 113,4 kg (250 lb) de bombas a una distancia de 965,6 km. Algunos fueron construidos con flotadores, como MP-6 (también conocidos como KR-6P), para realizar patrullas marítimas. Otra versión fue la KR-6 (Kreiser Razveyedchik-6, Reconocimiento de Crucero), que disponía de dos ametralladoras PV-2 y un segundo artillero, y que más tarde fue relegada a realizar tareas de entrenamiento.
En 1935, el R-6 comenzó a quedar obsoleto, y varios ejemplares fueron transferidos a Aeroflot y Aviaarktika, que los usaron para transportar pasajeros y carga en Siberia antes de la Gran Guerra Patria, siendo designados PS-7 2M-17 (Paassazhirskii, Transporte de Pasajeros; 2M-17 indicaba que el avión estaba propulsado por dos Mikulin M-17) o MP-6 2M-17 (Morskoj Paassazhirskii, Transporte Hidroavión de Pasajeros) si disponía de flotadores.

## Variantes
ANT-7
Designación de la OKB para el proyecto y prototipo, propulsado por dos motores V12 BMW VI de 544,4 kW (730 hp).
R-6
Versión de reconocimiento, propulsada por dos motores V12 Mikulin M-17F de 544,4 kW (730 hp). Primer vuelo en 1929, pruebas en 1930.
KR-6
Versión de caza de escolta de 1934, propulsada por dos motores V12 Mikulin M-17 de 507,1 kW (680 hp), equipada con dos ametralladoras PV-2 y un segundo artillero.
KR-6P
Designación alternativa de la versión hidroavión MR-6.
MP-6 2M-17
Versión civil de flotadores, propulsada por dos motores V12 Mikulin M-17 de 507,1 kW (680 hp).
PS-7 2M-17
Versión civil de transporte de carga y pasajeros, primeros ejemplares con cabina abierta, un ejemplar con cabina cerrada.
MR-6
Versión bombardero-torpedero, año 1932.
P-6
Versión civil de transporte de carga y pasajeros.
R-6 Limuzin
Versión de transporte civil de nueve asientos con cabina cerrada y cabina de siete asientos con ventanas acristaladas y compartimento de equipaje. Propulsada por dos motores V12 BMW VI de 544,4 kW (730 hp). Primer vuelo en julio de 1933, el único R-6L se estrelló el 5 de septiembre de 1933 como resultado de un error de mantenimiento.
ANT-18
Versión de ataque al suelo con dos motores Mikulin M-34, blindaje y dos ametralladoras dorsales.

## Operadores
Unión Soviética
- VVS
- Aviación Naval Soviética
- Aeroflot
- Aviaarktika

## Accidentes
- 23 de junio de 1941: un PS-7 de Dalstroi se estrelló cuando despegaba desde Chokurdakh, después de que el flotador izquierdo golpease un tronco sumergido; los cinco ocupantes sobrevivieron, pero el avión fue dado de baja.[2]
- 19 de octubre de 1943: un PS-7 de Dalstroi se estrelló cuando despegaba desde Zyryanka debido a una estiba inapropiada del equipaje por error de la tripulación; los 12 ocupantes sobrevivieron, pero el avión fue dado de baja.[3]

## Especificaciones (R-6)
Referencia datos: The Osprey Encyclopedia of Russian Aircraft 1875 – 1995

### Características generales
- Tripulación: Cuatro (piloto, observador y dos artilleros)
- Longitud: 15,1 m (49,4 ft)
- Envergadura: 23,2 m (76,1 ft)
- Superficie alar: 80 m² (861,1 ft²)
- Peso vacío: 3856 kg (8498,6 lb)
- Peso cargado: 6472 kg (14 264,3 lb)
- Planta motriz: 2× motor lineal V-12 refrigerado por agua Mikulin M-17F.
  - Potencia: 540 kW (744 HP; 734 CV) cada uno.

### Rendimiento
- Velocidad máxima operativa (Vno): 230 km/h (143 MPH; 124 kt) a nivel del mar; 216 km/h (134 mph) a 3000 m (9843 pies)
- Alcance: 800 km (432 nmi; 497 mi)
- Techo de vuelo: 5620 m (18 438 ft)
- Régimen de ascenso: 2,7 m/s (531 ft/min)
- Carga alar: 81 kg/m² (16,6 lb/ft²)
- Potencia/peso: 0,170 kW/kg (0,10 hp/lb)
- Carrera de despegue: 160 m (525 pies)/11 segundos
- Distancia de aterrizaje: 250 m (820 pies) a 110 km/h (68 mph)

### Armamento
- Ametralladoras: 

  - 5x DA-2 de 7,62 mm

## Aeronaves relacionadas

### Desarrollos relacionados
- Túpolev TB-1
- Túpolev ANT-8
- Túpolev ANT-9

### Secuencias de designación
- Secuencia ANT-_ (interna de Túpolev): ← ANT-4 - ANT-5 - ANT-6 - ANT-7 - ANT-8 - ANT-9 - ANT-10 -- ANT-14 - ANT-16 - ANT-17 - ANT-18 - ANT-20 - ANT-21 - ANT-22 →
- Secuencia P-_ (Aviones de Pasajeros soviéticos, 1923-1940): P-5 - P-6
- Secuencia PS-_ (Aviones de Pasajeros soviéticos, 1923-1940): ← PS-3 (II) - PS-4 - PS-5 - PS-7 - PS-9 - PS-30 - PS-35 →
- Secuencia MP-_ (Hidroaviones de Pasajeros soviéticos, 1923-1940): MP-1 - MP-2 - MP-6
- Secuencia R-_ (Aviones de Reconocimiento soviéticos, 1923-1940): ← R-4 (I) - R-4 (II) - R-5 - R-6 - R-7 - R-9 - R-10 →
- Secuencia KR-_ (Aviones de Reconocimiento de Crucero soviéticos, 1923-1940): KR-6
- Secuencia MR-_ (Hidroaviones de Reconocimiento soviéticos, 1923-1940): ← MR-3 (I) - MR-3 (II) - MR-5 - MR-6